# Amphionthe caudalis
Amphionthe caudalis är en skalbaggsart som beskrevs av Schwarzer 1929. Amphionthe caudalis ingår i släktet Amphionthe och familjen långhorningar.
Artens utbredningsområde är Costa Rica. Inga underarter finns listade i Catalogue of Life.